# Oedopeza leucostigma
Oedopeza leucostigma es una especie de escarabajo longicornio del género Oedopeza, tribu Acanthocinini, subfamilia Lamiinae. Fue descrita científicamente por Bates en 1864.

## Descripción
Mide 8-18 milímetros de longitud.

## Distribución
Se distribuye por Colombia, Brasil, Costa Rica, Ecuador, Guayana Francesa, Panamá y Perú.